# إيجي يوشيكاوا
إيجي يوشيكاوا (باليابانية: 吉川英治 ) (و. 1892 – 1962 م) هو روائي، وكاتب، وكاتب سيناريو، وصحفي، وشاعر ياباني، ولد في يوكوهاما، توفي عن عمر يناهز 70 عاماً، بسبب سرطان الرئة.

## جوائز
حصل على جوائز منها:
- وسام الثقافة (1960)
- صاحب الاستحقاق الثقافي  [لغات أخرى]‏ (1960)
- جائزة أساهي (1955)
- جائزة كيكوتشي كان [الإنجليزية]‏ (1953).

## وصلات خارجية
- إيجي يوشيكاوا على موقع IMDb (الإنجليزية)
- إيجي يوشيكاوا على موقع الموسوعة البريطانية (الإنجليزية)
- إيجي يوشيكاوا على موقع قاعدة بيانات الفيلم (الإنجليزية)

- إيجي يوشيكاوا في قاعدة بيانات الأفلام على الإنترنت